# 羅厝 (彰化縣)
羅厝，是臺灣彰化縣埔心鄉的一個傳統地域名稱，位於該鄉西部至西南部。相較於今日行政區，其範圍大致包括羅厝村、芎蕉村。

## 歷史
台灣清治末期至日治初期，羅厝地區為一街庄，稱為「羅厝庄」，隸屬於武西堡。該庄北與梧鳳庄為鄰，東與舊館庄、同安宅庄為鄰，南邊為竹仔腳庄，西邊為阿媽厝庄、崙仔腳庄、四塊厝庄、三塊厝庄。
1901年（日治明治三十四年）11月，全台廢縣廳改設二十廳，該庄隸屬於彰化廳。1902年（明治三十五年）5月，該庄編入「大埔心區」，隸屬於彰化廳。1909年（明治四十二年）10月，合併二十廳為十二廳，大埔心區改隸屬於臺中廳。1920年（大正九年），該庄改制為「羅厝」大字，隸屬於臺中州員林郡坡心庄，大字下有「羅厝」、「芎蕉腳」小字名。
戰後坡心庄改制為埔心鄉，隸屬於臺中縣，大字亦改制為村。1950年10月，中、彰、投分治，埔心鄉改隸屬彰化縣。

## 聚落
本地區發展較早的聚落為羅厝、芎蕉腳，在日治期初期的官方地圖上已有記載。

## 交通
縣道148號（員鹿路五段）是王功至草屯的道路，大致以西北西－東南東走向轉西向東經過羅厝地區中部偏北地帶，由該道路向西北西轉西可前往國道1號員林交流道、溪湖、二林北部、芳苑的王功等地，往東可前往埔心市區、員林、芬園、草屯等地。
鄉道彰140線（文昌西路、文昌東路）是三塊厝至羅厝的道路，其東側端點位於本地區南部羅厝的鄉道143線路口。由此向北北西轉西南西蜿蜒出境後，可前往阿媽厝地區西部的三塊厝聚落並止於鄉道彰141線路口。
鄉道彰143線（羅厝路三段～一段）是芎蕉腳至海豐崙的道路，其北側端點位於本地區中部偏北芎蕉腳聚落東南側的縣道148號路口。由此向南經羅厝聚落後轉南南西蜿蜒而後，出境後可前往竹子腳、海豐崙並止於鄉道彰141線路口。
鄉道彰145線（羅永路）是羅厝至四塊厝的道路，其北側端點位於本地區南部羅厝聚落的鄉道143線路口。由此向南南東轉南再轉東南出境後，可前往同安宅地區西部的四塊厝聚落並止於鄉道彰53-1線路口。

## 文教
- 羅厝國小
- 羅厝天主堂